# 高橋昭雄 (経済学者)
- 髙橋昭雄

高橋 昭雄（たかはし あきお、1957年 - ）は、日本の経済学者。姓は「髙橋」とも表記される。東京大学東洋文化研究所教授。

## 人物・来歴
専門分野はアジア経済論、特にミャンマー農村経済、地域研究。博士（経済学）（京都大学）。アジア経済研究所研究員、東京大学助教授を経て2002年より現職。2020年より東京大学東洋文化研究所所長。
- 1957年 - 千葉県生まれ。
- 1976年 - 千葉県立安房高等学校卒業。
- 1981年 - 京都大学経済学部卒業。
- 1981年 - アジア経済研究所入所。
- 1986年 - ラングーン外国語学院留学 (1988年まで) 。
- 1993年 - ミャンマー農業省農業計画局客員研究員 (1995年 まで) 。
- 1994年 - 京都大学大学院経済学研究科より博士（経済学）取得。
- 1996年 - アジア経済研究所退職、東京大学東洋文化研究助教授。
- 2002年 - 現職。
- 2020年 - 同研究所所長

## 専門
ミャンマー農村経済、地域研究。特に、ミャンマーにおける経済体制の転換と農村社会経済の変容との関係、およびその地域的差異について、文献資料の分析と実態調査の二つの方向から研究を進めている。
（録音・高橋昭雄で出ている方は別人の録音関係の技術者）

## 受賞歴
- 発展途上国研究奨励賞（アジア経済研究所、1993年）
- 大平正芳記念賞（2002年）

## 主な著書・論文
- （著書）
- 『ミャンマーの体制転換と農村の社会経済史: 1986-2019年』 東京大学出版会、2021年.
- 『蒼生のミャンマー―農村の暮らしからみた、変貌する国』明石書店　2018年.
- 『ミャンマーの国と民―日緬比較村落社会論の試み―』明石書店　2012年.
- 『現代ミャンマーの農村経済―移行経済下の農民と非農民―』東京大学出版会　2000年.
- 『ビルマ・デルタの米作村―「社会主義」体制下の農村経済―』（研究双書 423）アジア経済研究所 1992年.
- （論文）
- 「体制転換とミャンマー農村社会の社会経済変容」（永井浩、田辺寿夫、根本敬（編著）『「アウンサンスーチー政権」のミャンマー―民主化の行方と新たな発展モデル』明石書店2016年）111-150
- 「日本の村、ミャンマーの村―共同体とコミュニティー―」（奥平龍二他編『ミャンマー：国家と民族』古今書院2016年）521-535.
- 「比較の中のミャンマー村落社会論――日本、タイ、そしてミャンマー」 『東南アジア歴史と文化(東南アジア学会誌)』No.44. (2015.5 )、5-26.
- 「ミャンマー・パテインの精米所経営と市場」 『東洋文化硏究所紀要』 第167冊 東洋文化硏究所 (2015.3 )、400-466.
- 「『鎖国』と経済制裁―周回遅れの開発主義―」（田村克己・松田正彦編『ミャンマーを知るための６０章』明石書店2013年）299-303.
- "Regional Differences in Agriculture in Burma during the Japanese Occupation Period," Kei Nemoto ed., Reconsidering the Japanese Military Occupation in Burma (1942-45), (ILCAA Southeast Asian Studies), 7, 2007.3.25, Fuchu, Research Institute for Language and Cultures of Asia and Africa (ILCAA), Tokyo University Foreign Studies, pp. 157-178.
- 「焼畑、棚田、マレー・コネクション―ミャンマー･チン丘陵における資源利用と経済階層―」（『東南アジア研究』45巻3号 2007年　404～427ページ）
- 「ミャンマーの棚田と山村経済」、『棚田学会誌－日本の原風景・棚田』、7号、2006年7月31日、棚田学会、pp. 10 - 23。
- 「ビルマ(ミャンマー)の山村経済と資源利用」、『季刊 公共研究』、2巻、1号、2005年6月、千葉、千葉大学大学院人文社会科学研究科公共研究センター、pp. 23 - 32。
- "Preliminary Study on Current Situations of Cottage Industries in the Suburbs of Yangon," 高橋 昭雄 ed., 『インド・ビルマにおける農村諸工業の発展：1920-50年代の数量分析を中心に』, 2005.
- 「東北ミャンマー(ビルマ)山間地における棚田の経済的存立構造と資源管理」、『東洋文化研究所紀要』、146巻、2004年12月、東京、日光書院、pp. 309 - 352。
- 「ミャンマーの国営製糖業と耕作農民」、『東洋文化』、82巻、2002年、東京、東京大学東洋文化研究所、pp. 137 - 163。
- 「ビルマ—軍による ｢開発｣ の停滞」、末廣昭編、『「開発」の時代と「模索」の時代』、（『講座東南アジア史』）、9巻、2002年、東京、岩波書店、pp. 701 - 726。
- 『現代ミャンマーの農村経済——移行経済下の農民と非農民』、2000年12月、東京、東京大学出版会、v+339pp. 。
- 「ミャンマー——困難な市場経済化への移行」、原洋之介編、『アジア経済論』、1999年1月、東京、NTT出版、pp. 295 - 323。
- 「ビルマにおける農地法制の展開と農民の「所有権」——農地国有化法とネーウィンの「農地制度革命」を中心に」、加納啓良編、『東南アジアの農業発展の主体と組織——近代日本との比較から』、1998年12月、東京、アジア経済研究所、pp. 29 - 60。
- 「ミャンマーにおける農村間世帯移動と職業階層」、『アジア経済』、38巻、11号、1997年11月、東京、アジア経済研究所、pp. 2 - 24。
- 「市場経済化とミャンマーの米穀増産政策」、石原享一・内田知行・篠田隆・田島俊雄編、『途上国の経済発展と社会変動：小島麗逸教授還暦記念』、1997年10月、東京、緑蔭書房、pp. 419～438。
- 「上ビルマ農村の農外就業と階層構造：社会主義末期の一灌漑村を事例として」、水野広祐編、『東南アジア農村の就業構造』、1995年3月、東京、アジア経済研究所、pp. 51 - 78。
- 「上ビルマ・チャウセー地方の河川灌漑と農業」、『アジア経済』、34巻、12号、1993年12月、東京、アジア経済研究所、pp. 33 - 64。
- 「上ビルマ灌漑村における農地保有と農産物の商品化：下ビルマ農村との比較」、梅原弘光編、『東南アジアの土地制度と農業変化』、1991年、東京、アジア経済研究所。
- 「下ビルマ米作村における農地政策の展開・1957〜1987年」、『アジア経済』、31巻、2号、1990年、東京、アジア経済研究所、2-18。
- 「ビルマ式社会主義下の農地保有：下ビルマー米作村の事例」、『アジア経済』、31巻、3号、1990年、東京、アジア経済研究所、27-44。
- 「米の国ビルマに明日はあるか:独自の社会主義を破綻させた農業の失敗」（『エコノミスト』第66巻第50号　1988年）68-73。
- 「植民地統治下の下ビルマにおける『工業的農業』の展開:ファーニパル説の再検討」、『アジア経済』、26巻、11号、1985年、東京、アジア経済研究所、29-48。